# Лютка (Ленинградская область)
Лютка — деревня в Ям-Тёсовском сельском поселении Лужского района Ленинградской области.

## История
Деревня Лютка впервые упоминается в 1560 году.

ЛЮТКА — деревня с усадьбой при реке Тесове. Лютского сельского общества, прихода села Флоровского.
 
Крестьянских дворов — 16. Строений — 59, в том числе жилых — 18. Маслобойка, ветряная мельница. 

Число жителей по семейным спискам 1879 г.: 49 м. п., 51 ж. п.; по приходским сведениям 1879 г.: 47 м. п., 48 ж. п.

В конце XIX — начале XX века деревня административно относилась к Тёсовской волости 5-го стана 3-го земского участка Новгородского уезда Новгородской губернии.

ЛЮТКА — деревня Люткинского сельского общества, дворов — 25, жилых домов — 25, число жителей: 64 м. п., 72 ж. п. 

Занятия жителей — земледелие, выпас телят. Водяная мельница. 

ЛЮТКА — усадьба господина Щербатского, дворов — 3, жилых домов — 5, число жителей: 3 м. п., 6 ж. п. 

Занятия жителей — земледелие, выпас телят. Часовня. (1907 год)

В начале XX века близ деревни находился каменный крест.
Согласно карте из «Исторического атласа Санкт-Петербургской Губернии» 1915 года деревня Лютка насчитывала 13 крестьянских дворов.
С 1917 по 1927 год деревня Лютка входила в состав Тёсовской волости Новгородского уезда Новгородской губернии.
С 1927 года — в составе Волосковского сельсовета Оредежского района.
С 1928 года — в составе Волкинского сельсовета. В 1928 году население деревни Лютка составляло 184 человека.
С 1930 года — вновь в составе Волосковского сельсовета.
В деревне Лютка находилась усадьба известного востоковеда, тибетолога Фёдора Ипполитовича Щербатского (1866—1942).
По данным 1933 года деревня Лютка входила в состав Волосковского сельсовета Оредежского района.
C 1 августа 1941 года по 31 января 1944 года деревня находилась в оккупации.
С 1959 года — в составе Лужского района.
В 1965 году население деревни Лютка составляло 139 человек.
По данным 1966 и 1973 годов деревня Лютка также входила в состав Волосковского сельсовета Лужского района.
По данным 1990 года деревня Лютка входила в состав Ям-Тёсовского сельсовета.
В 1997 году в деревне Лютка Ям-Тёсовской волости проживали 23 человека, в 2002 году — 23 человека (русские — 91 %).
В 2007 году в деревне Лютка Ям-Тёсовского СП проживали 22 человека, в 2010 году — 18, в 2013 году — 16.

## География
Деревня расположена в восточной части района на автодороге 41К-662 (Оредеж — Тёсово-4 — Чолово).
Расстояние до административного центра поселения — 10 км.
Расстояние до ближайшей железнодорожной станции Чолово — 17 км. 
Деревня расположена на правом берегу реки Тёсова в месте впадения в неё реки Язвинка.

## Демография
| 1879 | 1909 | 1928 | 1965 | 1997 | 2007 | 2010 |
| ---- | ---- | ---- | ---- | ---- | ---- | ---- |
| 100  | ↗145 | ↗184 | ↘139 | ↘23  | ↘22  | ↘18  |
| 2013 | 2017 |      |      |      |      |      |
| ↘16  | ↘11  |      |      |      |      |      |

## Памятники и достопримечательности
- Братское захоронение павших в 1919 году
- Памятник советским воинам, павшим в 1941—1944 годах
- Усадебный дом Щербатского Ф. И.

## Улицы
Центральная.